# Avijõgi
Der Avijõgi ist ein 48 km langer Fluss in Estland. Sein Einzugsgebiet umfasst 393 km². Er legt ein Gefälle von 65 m zurück. Die linken Nebenflüsse des Avijõgi sind Sinilille oja, Karja oja, Avinurme oja, Laurisaare peakraav und Rehessaare oja, die rechten Zuflüsse Moora oja und Venevere peakraav.
Der Avijõgi entspringt im Kreis Lääne-Viru (deutsch West-Wierland) beim Dorf Muuga (Landgemeinde Laekvere). Der Oberlauf befindet sich auf dem Höhenzug Pandivere. Der Avijõgi mündet bei Lohusuu in den Peipussee. Vor dem Zweiten Weltkrieg lagen am Flusslauf zahlreiche Wassermühlen.